# Liten trädlöpare
Liten trädlöpare (Calodromius spilotus) är en skalbaggsart som först beskrevs av Johann Karl Wilhelm Illiger 1798.  Liten trädlöpare ingår i släktet Calodromius, och familjen jordlöpare. Arten är reproducerande i Sverige.

## Bildgalleri

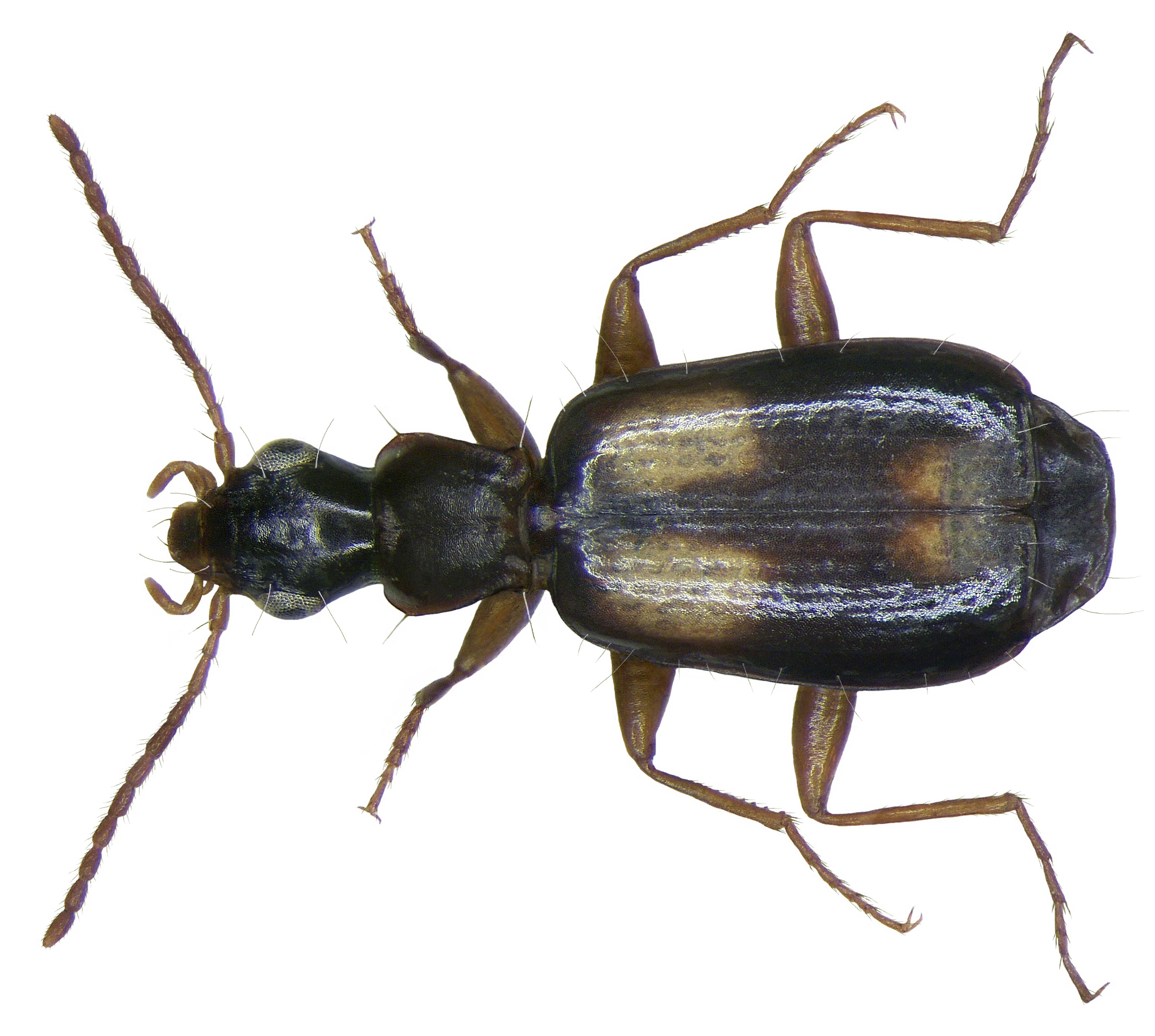
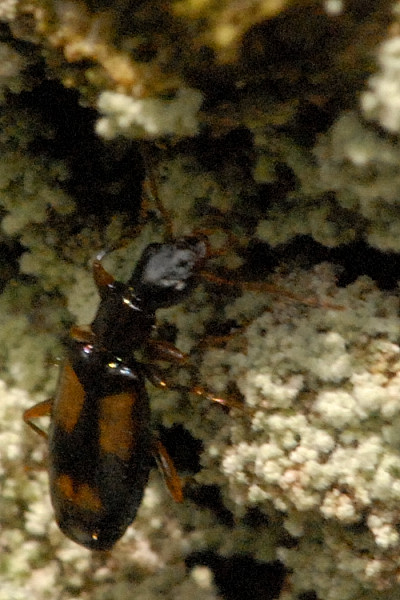